# Elecciones estatales de Hesse de 1946
Las elecciones para el primer parlamento de Hesse tuvieron lugar el 1 de diciembre de 1946. Al mismo tiempo se realizaron dos referendos de participación obligatoria sobre la adopción de la constitución del estado y la inclusión del artículo 41.

## Antecedentes
Después del final de la Segunda Guerra Mundial, las fuerzas de ocupación se enfrentaron con la tarea de la reconstrucción de las estructuras políticas. Con este fin, los estados federados fueron restablecidos, incluyendo Hesse. La primera base importante para el desarrollo de nuevas estructuras políticas fue el Acuerdo de Potsdam, del 2 de agosto de 1945. Este contempló no solo el restablecimiento de la autonomía local, sino también de la representación parlamentaria a nivel municipal y estatal.
En 1946 fue nombrado inicialmente un Comité Asesor Nacional que convocó a la elección de un parlamento preliminar el 30 de junio de 1946. En esta elección, el SPD fue la fuerza más fuerte.
| Partido | Partido                     | %      | Escaños |
| ------- | --------------------------- | ------ | ------- |
|         | SPD                         | 44,3 % | 42      |
|         | CDU                         | 37,3 % | 35      |
|         | KPD                         | 9,7 %  | 7       |
|         | LDP                         | 8,1 %  | 6       |
|         | Partido de los Trabajadores | 0,6 %  | 0       |
| Total   | Total                       |        | 90      |

Cinco meses más tarde, los ciudadanos de Hesse fueron llamados a elegir al primer parlamento libremente elegido por primera vez después de la guerra.
La implementación de las elecciones regionales en todas las zonas de ocupación se vio complicada por los efectos de la dictadura y la guerra. Por un lado, un gran número de votantes estaba en cautiverio y no pudo ejercer su derecho al voto como resultado de esto, y por otro lado se había llevado a cabo la expulsión de millones de personas.
Otro tema importante fue la desnazificación. Entre las cuatro potencias ocupantes se llegó al acuerdo de que antiguos miembros activos del NSDAP, las SS  y cualquier otra organización de la Alemania nazi no tendrían derecho a voto.
Los partidos requerían la aprobación de las autoridades de ocupación. El 21 de septiembre de 1946, las listas regionales de cuatro partidos fueron admitidas en la elección estatal.

## Resultados

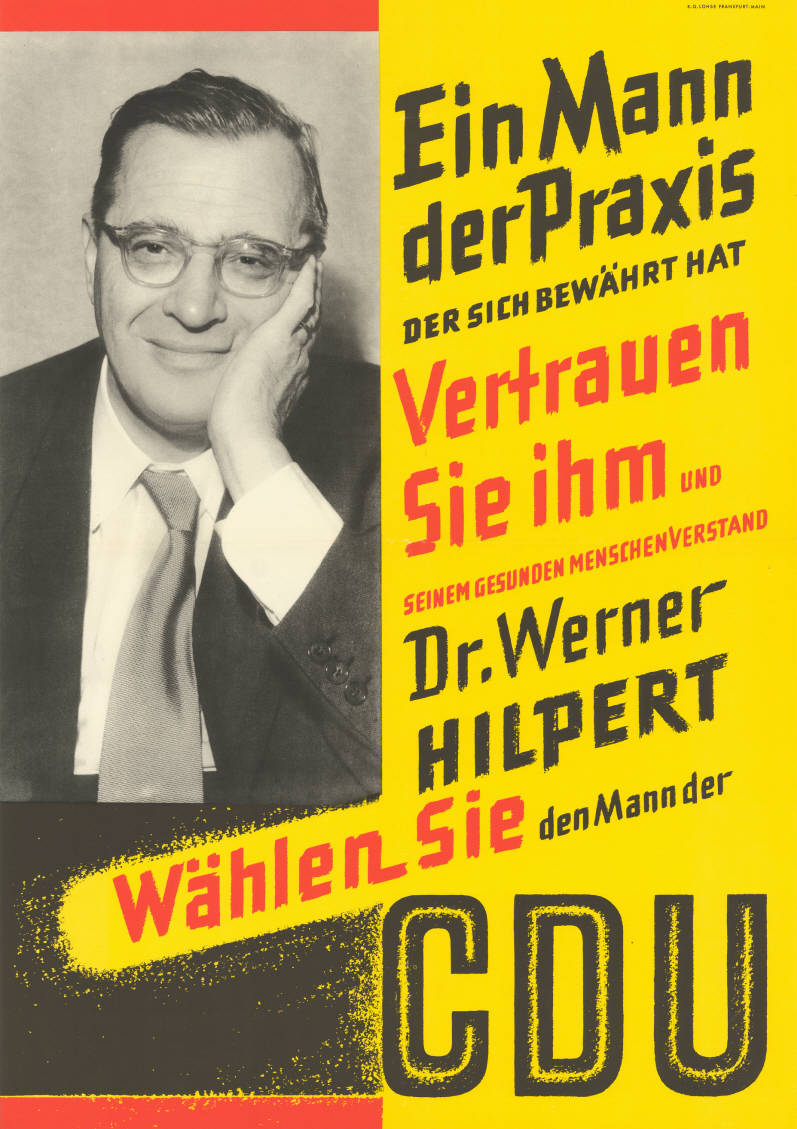
Werner Hilpert en un cartel electoral para la elección estatal

La primera elección estatal en Hesse se celebró el 1 de diciembre de 1946, con el siguiente resultado:
| Partido        | Partido        | Votos     | %     | Mandatos directos | Escaños |
| -------------- | -------------- | --------- | ----- | ----------------- | ------- |
| Hab. inscritos | Hab. inscritos | 2.380.109 |       |                   |         |
| Votantes       | Votantes       | 1.741.416 | 73,17 |                   |         |
| Votos válidos  | Votos válidos  | 1.609.388 | 92,42 |                   |         |
|                | SPD            | 687.431   | 42,71 | 30                | 38      |
|                | CDU            | 498.158   | 30,95 | 21                | 28      |
|                | LDP            | 252.207   | 15,67 | 8                 | 14      |
|                | KPD            | 171.592   | 10,66 | 3                 | 10      |
| Total          | Total          | 1.609.388 | 100   | 62                | 90      |

En un referéndum celebrado en el mismo día, se aprobó la constitución del estado.
Se formó una gran coalición del SPD y la CDU. El primer primer ministro del estado federado de Hesse libremente elegido fue Christian Stock (SPD). Asumió el cargo de Karl Geiler, que había ejercido como primer ministro  desde el 12 de octubre de 1945 luego de ser designado por la ocupación aliada. Stock fue elegido el 20 de diciembre, y su gabinete fue nombrado el 7 de enero de 1947.

## Referendos
Al mismo tiempo, se realizaron dos referendos. El primero se refería a la adopción de la constitución del estado en su totalidad, el segundo a la inclusión adicional del artículo 41, el cual rezaba sobre la posibilidad de nacionalización de los recursos estatales. En ambos referendos fue aprobada la opción Si por una mayoría aplastante de votantes.
| Referendos en Hesse de 1946         | Referendos en Hesse de 1946 | Referendos en Hesse de 1946 | Referendos en Hesse de 1946 | Referendos en Hesse de 1946 | Referendos en Hesse de 1946 | Referendos en Hesse de 1946 | Referendos en Hesse de 1946 | Referendos en Hesse de 1946 | Referendos en Hesse de 1946 |
| Propuesta                           | Votantes                    | Participación               | Votos para la opción Si     | % para la opción Si         | Votos para la opción No     | % para la opción No         | Votos nulos                 | % de votos nulos            | Resultado                   |
| ----------------------------------- | --------------------------- | --------------------------- | --------------------------- | --------------------------- | --------------------------- | --------------------------- | --------------------------- | --------------------------- | --------------------------- |
| Adopción de la constitución estatal | 1.741.519                   | s/i                         | 1.161.773                   | 66,71 %                     | 351.275                     | 20,71 %                     | 228.471                     | 13,12 %                     | erfolgreich                 |
| Inclusión del artículo 41           | 1.741.519                   | s/i                         | 1.085.151                   | 62,31 %                     | 422.194                     | 24,24 %                     | 234.174                     | 13,45 %                     | erfolgreich                 |